# Ernst von Hoeppner
Ernst Wilhelm von Hoeppner (sinh ngày 14 tháng 1 năm 1860 mất ngày 26 tháng 9 năm 1922), là thượng tướng Kỵ binh của Đế quốc Đức và ông đã tha gia chiến tranh thế giới thứ nhất.